# Christmas in the Sand
Christmas in the Sand è un album discografico in studio della cantautrice statunitense Colbie Caillat, pubblicato nel 2012 e dedicato al Natale.

## Tracce
1. Merry Christmas, Baby (feat. Brad Paisley) – 3:40
2. Santa Baby – 2:56
3. Christmas in the Sand – 3:48
4. Baby, It's Cold Outside (feat. Gavin DeGraw) – 3:19
5. The Christmas Song (feat. Justin Young) – 3:18
6. Santa Claus Is Coming to Town – 3:10
7. Every Day Is Christmas (feat. Jason Reeves) – 4:24
8. Silver Bells – 3:43
9. Winter Wonderland – 2:50
10. Mistletoe – 3:50
11. Happy Christmas – 3:33
12. Auld Lang Syne – 3:46